# Lakshmi Mittal
Lakshmi Niwas Mittal (dewanagari लक्ष्मी नारायण मित्तल) (ur. 15 czerwca 1950 w Sadulpur, stan Radżastan, Indie), to mieszkający w Londynie biznesmen indyjskiego pochodzenia, działający w branży przemysłowej. Ojciec biznesmena Aditya Mittal i Vanisha Mittal.
Jest prezesem ArcelorMittal (największego na świecie producenta stali). Jego majątek przed kryzysem finansowym szacowany był na około 51 miliardów dolarów, co plasowało go na czwartym miejscu wśród najbogatszych ludzi świata. Obecnie jednak spadł na niższe pozycje. Posiada aktywa m.in. w Południowej Afryce, Indonezji, Kazachstanie, Rumunii, Bułgarii, Czechach i Polsce. W Polsce znany głównie z przejęcia od Skarbu Państwa Polskich Hut Stali.
Przejęcie europejskiego potentata branży stalowej – firmy Arcelor – stanowiło największą fuzję w historii branży stalowej (wartość – 38 mld dolarów) i zapewniło Mittalowi tytuł człowieka roku dziennika Financial Times.
Karierę biznesową rozpoczynał na początku lat 70. w należącej do jego ojca Mohana Lal Mittala niewielkiej hucie. Po kilku latach powstała spółka Ispat – pierwsze samodzielne przedsięwzięcie Mittala. Spółka zaczynała działalność nie w Indiach, ale w Indonezji. Prawdziwy sukces w biznesie odniósł dlatego, że jako pierwszy zauważył konieczność konsolidacji branży stalowej. Imperium zbudował, przejmując i wyprowadzając na prostą huty w złej kondycji finansowej.
Posiada prywatny odrzutowiec, ogromny jacht „Amevi”, a jego londyński dom (kupiony od Berniego Ecclestone’a, szefa Formuły 1) kosztował 128 mln dolarów. Kilkadziesiąt milionów dolarów wydał na kilkudniowe wesele córki w pałacu w Wersalu.
Znany z polityki drastycznego obniżania kosztów w swoich zakładach. Według dodatku do „Sunday Times” z kwietnia 2007 r. został uznany za najbogatszego mieszkańca Wielkiej Brytanii z majątkiem szacowanym na 19 miliardów funtów.
11 stycznia 2013 Lakshmi Mittal odebrał godność doktora honoris causa AGH za wieloletnie wspieranie współpracy naukowej i promowanie Akademii Górniczo-Hutniczej oraz umożliwianie poszerzenia wiedzy praktycznej dla studentów i oferowanie atrakcyjnych miejsc pracy dla absolwentów.
.

## Ordery
- Order Padma Vibhushan (2008)